# Сан-Мартин, Карлос
Карлос Андрес Сан-Мартин Диас (исп. Carlos Andrés San Martín Díaz; род. 19 ноября 1993) — колумбийский легкоатлет, специалист по бегу на средние дистанции и стипльчезу. Выступает за сборную Колумбии по лёгкой атлетике с 2017 года, обладатель серебряной медали Панамериканских игр, бронзовый призёр Игр Центральной Америки и Карибского бассейна, чемпион Южной Америки, действующий рекордсмен страны в беге на 3000 метров с препятствиями, участник летних Олимпийских игр в Токио.

## Биография
Карлос Сан-Мартин родился 19 ноября 1993 года.
Впервые заявил о себе в лёгкой атлетике на международном уровне в сезоне 2017 года, когда вошёл в состав колумбийской национальной сборной и выступил на чемпионате Южной Америки в Асунсьоне, где выиграл бронзовую медаль в беге на 1500 метров и сошёл с дистанции в беге на 5000 метров.
В 2018 году на Играх Центральной Америки и Карибского бассейна в Барранкилье стал бронзовым призёром в дисциплине 1500 метров.
В 2019 году на чемпионате Южной Америки в Лиме финишировал шестым на дистанции 1500 метров, тогда как в беге на 3000 метров с препятствиями превзошёл всех соперников и завоевал золотую медаль. Помимо этого, в стипльчезе получил серебро на Панамериканских играх в Лиме, отметился выступлением на чемпионате мира в Дохе (в финал не вышел).
В мае 2021 года на чемпионате Южной Америки в Гуаякиле стал шестым в беге на 1500 метров и выиграл серебряную медаль в беге на 3000 метров с препятствиями, тогда как в июне на соревнованиях в испанском Кастельоне установил ныне действующий национальный рекорд Колумбии в стипльчезе — 8:25,66. Благодаря высокой позиции в мировом рейтинге удостоился права защищать честь страны на летних Олимпийских играх в Токио — здесь в программе бега на 3000 метров с препятствиями на предварительном квалификационном этапе показал результат 8:33,47, чего оказалось недостаточно для выхода в финал.